# Marie-Angélique Lacordelle
Marie-Angélique Lacordelle née le 19 janvier 1987, à Cayenne est une athlète française, spécialiste du sprint, originaire de la Guyane. Son club est l'USL Montjoly.

## Meilleurs temps
- 200 m : 23 s 99 	 +1,8 	2r1 Les Sables-d'Olonne	30 Jul 2006
- 400 m : 52 s 59 	3rA 	(NC)	Niort	4 Aug 2007

## Palmarès
- Coupe d'Europe : 3e sur 4 x 400 m en 2007
- Argent sur 4 x 400 m aux CE espoirs de Debrecen en 2007